# Herbert Volwahsen
Herbert Vollwahsen (Schellendorf (Silezië), 11 oktober 1906 – Murnau am Staffelsee, 23 maart 1988) was een Duitse beeldhouwer.

## Leven en werk
Volwahsen werd geboren in Zielniczki (Schellendorf van 1906-1918) in de Pruisische provincie Silezië (thans Wielkopolska in Polen). Hij bezocht de middelbareschool in Breslau en aansluitend bij Cyrill Dell'Antonio de Holzschnitz-Schule-Warmbrunn in de huidige wijk Cieplice Śląskie-Zdrój van de stad Jelenia Góra in het Reuzengebergte. Hij studeerde van 1925 tot 1931 beeldhouwkunst bij Richard Born en Karl Albiker aan de Kunstakademie Dresden in Dresden. In 1933 won hij met het werk Die Geblendete de Illgen-Kulkturpreis des Landes Sachsen. Van 1939 tot 1943 was Volwahsen in militaire dienst. Direct na afloop van de Tweede Wereldoorlog was hij de organisator van de eerste Allgemeine Deutsche Kunstausstellung in Dresden voor de eerder verboden expressionistische en abstracte kunst, waaraan onder anderen de kunstenaars Will Grohmann, Josef Hegenbarth, Karl Hofer en Max Pechstein deelnamen. hij behartigde de belangen van beeldhouwers en was van 1945 tot 1946 de voorzitter van de Landeskammer der bildende Künste. Hij trok de aandacht met zijn grote reliëf Passion - Relief zum Gedenken an die Opfer des Faschismus, waaraan hij van 1946 tot 1948 werkte, voor het Getrauden-Friedhof in Halle an der Saale.
In 1952 besloot hij, na het in ontvangst nemen van de Kunstpreis der Stadt Köln met Bernhard Heiliger, Ernst Wilhelm Nay en Georg Meistermann, met zijn gezin uit te wijken naar West-Duitsland. Zij vestigden zich in 1953 eerst in Uffing am Staffelsee en vervolgens in 1955 in Bielefeld, waar hij in 1956 de leiding kreeg over de afdeling beeldhouwkunst van de Werkkunstschule. Hij diende in 1955, evenals Max Bill, Wilhelm Loth en Emy Roeder, een ontwerp in voor het Georg-Büchner-Denkmal in Darmstadt, maar werd niet gekozen. Van 1964 tot 1972 was hij hoogleraar aan de Fachhochschule Dortmund.
De kunstenaar woonde en werkte vanaf 1972 tot zijn dood in 1988 in Murnau am Staffelsee. Hij kreeg in 1979 de Kulturpreis Schlesien des Landes Niedersachsen. In 1988 werd zijn werk geëxposeerd in de Martin-Gropius-Bau in Berlijn ("Stationen der Moderne"), in 1990 bij de expositie Ausgebürgert - Künstler aus der DDR 1949-1989 in Dresden en in 2005 in de Kunsthalle Bielefeld in Bielefeld. Ter gelegenheid van zijn honderdste verjaardag was zijn werk in 2006 te zien in Worpswede, München, Murnau en Königswinter.

## Werken (selectie)
- Die Geblendete (1933)
- Luther (standbeeld) en Vier Evangelisten (kansel) (1936), Martin-Luther-Kirche in Berlin-Lichterfelde
- Passion - Relief zum Gedenken an die Opfer des Faschismus (1946/48), Getrauden-Friedhof in Halle (Saale)
- Contemplation (1951), Stadtpark am Stadthalle in Hannover
- Postbrunnen (1956), Hannover
- Mahnmal für die Opfer des Nazionalsozialismus (1958), Deweerth'scher Garten in Wuppertal
- Balance (1958), Technische Universität in Braunschweig
- Mahnmal für die Toten der Kriege (1958), Werther
- Die Schreitende (1960), Münster
- Fußwassende (1960), Spiekergasse in Gütersloh
- Merkurbrunnen (1963), Alten Markt in Bielefeld
- Flüchtlingsfrau - Denkmal vertriebener Schlesier (1966), Espelkamp
- Stürzender - Mahnmal für alle Opfer von Krieg und Gewaltherrschaft (1968), Südfriedhof in Herne
- Aria (1978), Stadthalle in Wangen im Allgäu
- Rathausbrunnen (19??), Konrad-Adenauaer-Platz in Bergisch Gladbach
- Der Schauende (19??), Halle

## Fotogalerij

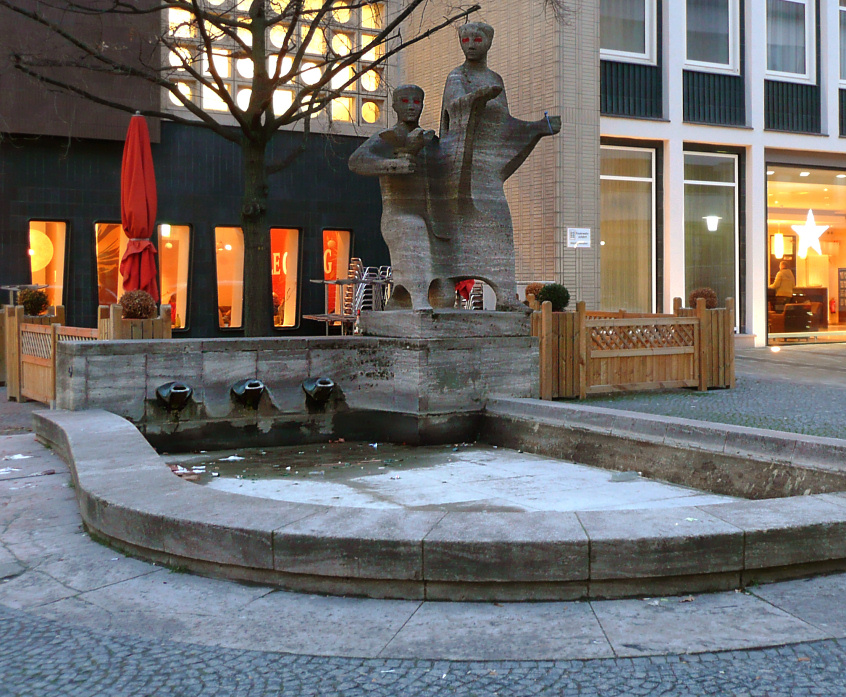
Postbrunnen (1956), Hannover
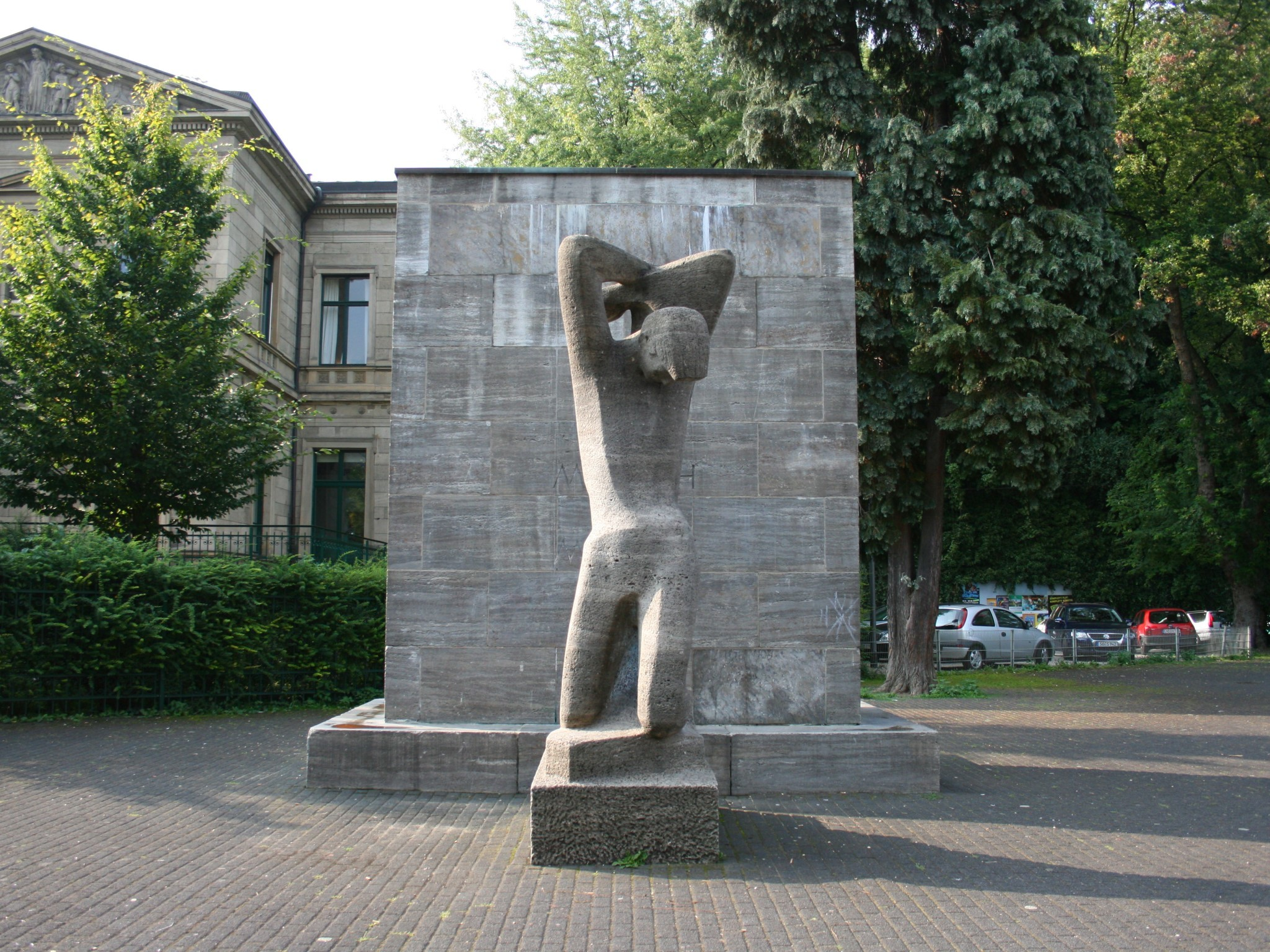
Mahnmal (1958), Wuppertal
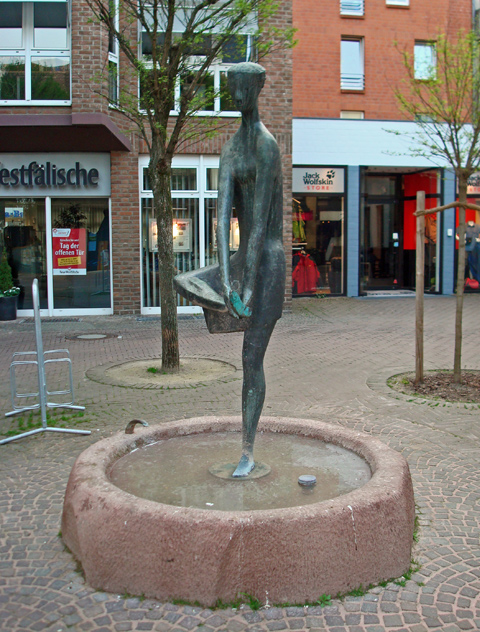
Fußwassende (1960), Gütersloh
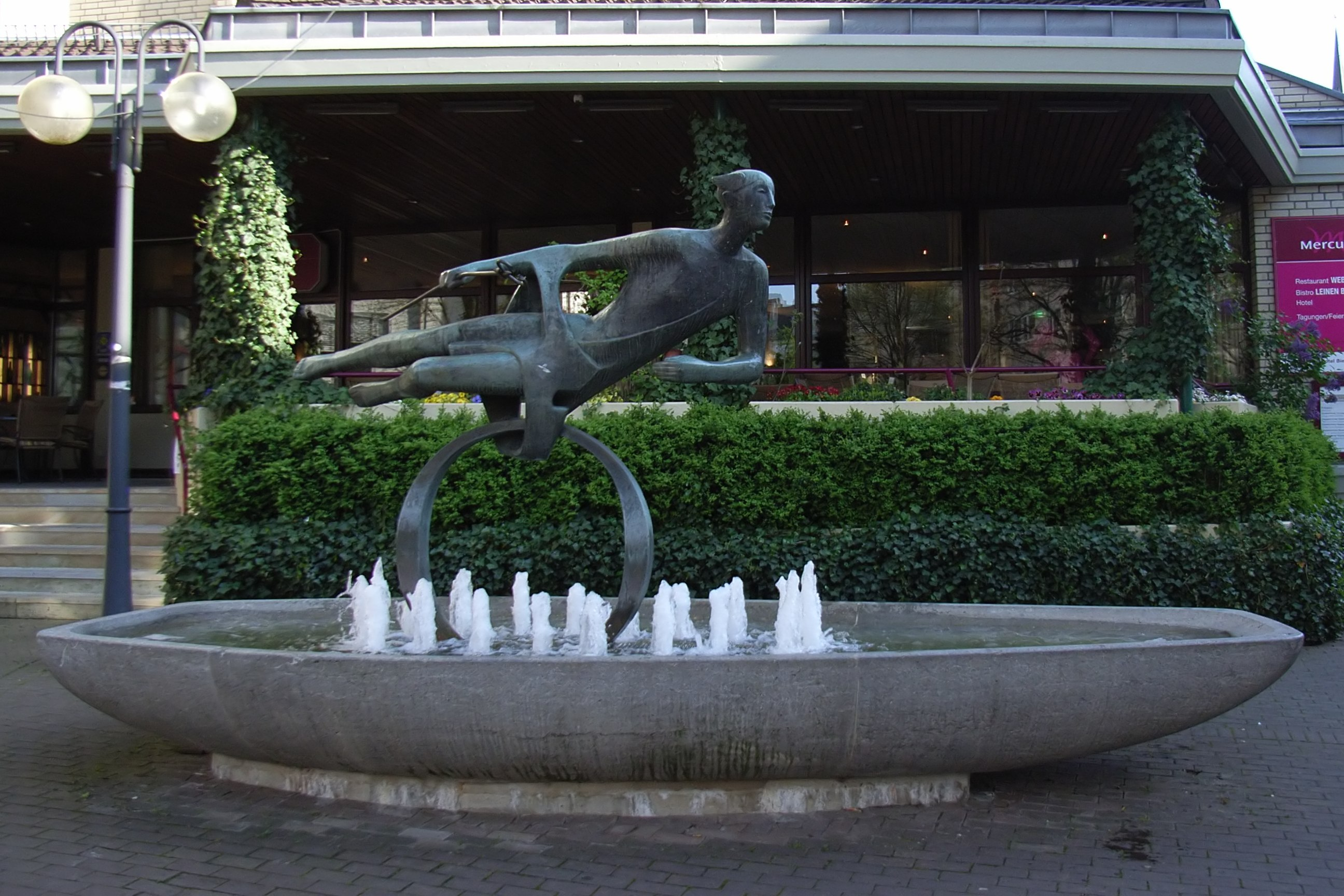
Merkurbrunnen (1963), Bielefeld